# Isabelle Claeys
Isabelle Claeys, née le 15 septembre 1911 à Houplines et morte le 3 décembre 1993 à Saint-Quay-Portrieux, est une ouvrière du textile devenue femme politique française. Membre du Parti communiste français, elle a été conseillère de la République et députée du Nord .

## Biographie
Isabelle Delesalle naît dans une famille d'ouvriers de l'industrie textile. Après le certificat d'études primaires, elle travaille comme tisseuse.
En 1930, elle épouse Raphaël Claeys et le couple a une fille.
Isabelle Claeys prend part à l'action syndicale avec la Confédération générale du travail et adhère au Parti communiste en 1934.
Participant activement à la Résistance dans le Nord et le Pas-de-Calais, elle est arrêtée et déportée dans le camp de concentration de Ravensbrück par les nazis de février 1943 à mai 1945 en tant que « déportée politique ».
À son retour en 1945, elle s'engage dans la vie politique et entre au conseil municipal d'Houplines. Ensuite, elle est élue au Conseil de la République le 8 décembre 1946, et réélue le 7 novembre 1948. Elle est membre de la commission des pensions et de celle du travail. En outre, elle est nommée secrétaire du Conseil de la République les 27 décembre 1946, 14 janvier 1947 et 15 janvier 1948,,.
En mai 1949, elle remplace à l'Assemblée nationale Eugène Doyen qui a démissionné de son mandat le 14 avril. Elle siège alors à la commission de la justice et à celle du travail.
Elle est une parlementaire très active.
Le 11 avril 1956, Isabelle Claeys est appelée à remplacer Henri Lespagnol démissionnaire au Conseil de la République. Mais elle démissionne elle-même de son mandat le 3 mai 1956 et c'est son suivant de liste, Marcel Ulrici, qui devient sénateur du Nord.

## Détail des fonctions et des mandats
Mandat parlementaire
- 8 décembre 1946 - 17 mai 1949 : sénatrice du Nord
- 2 juin 1949 - 4 juillet 1951 : députée du Nord
- 11 avril 1956 - 3 mai 1956 : sénatrice du Nord

## Distinctions
- Médaille de la Résistance française avec rosette (décret du 31 mars 1947)[6]
- Croix du combattant volontaire de la Résistance[5].